# Riskonkarrat
Riskonkarrat är en ö i Finland. Den ligger i Bottenhavet och i kommunen Nystad i den ekonomiska regionen  Nystadsregionen i landskapet Egentliga Finland, i den sydvästra delen av landet. Ön ligger omkring 77 kilometer nordväst om Åbo och omkring 220 kilometer väster om Helsingfors.
Öns area är 2 hektar och dess största längd är 240 meter i sydöst-nordvästlig riktning. I omgivningarna runt Riskonkarrat växer i huvudsak barrskog.